# Saint-Front, Haute-Loire

Saint-Front este o comună în departamentul Haute-Loire, Franța. În 2009 avea o populație de 471 de locuitori.